# Тасыбаев, Булат Сердалиевич
Булат Сердалиевич Тасыбаев (каз. Тасыбаев Болат Сердалыұлы; род. 16 января 1933, Аральск, Кзыл-Ординская область) — геофизик, исследователь недр Казахстана на нефть и газ., кандидат геолого-минералогических наук, действительный член (академик) Академии минеральных ресурсов Республики Казахстан, родился на станции Аральск Кызылординской области Республики Казахстан, «Ветеран войны 1941—1945 гг.», пенсионер «За особые заслуги перед Республикой Казахстан», член Казахстанского общества нефтяников-геологов (КОНГ).

## Биография

### Образование
Окончил в 1952 году железнодорожную русскую среднюю школу № 12 на станции Шиели (Чиили), в 1957 году — Московский ордена Трудового Красного Знамени нефтяной институт имени академика И. М. Губкина, в 1974 году — факультет организаторов промышленного и строительного производства Казахского политехнического института имени В. И. Ленина. Защитил в 1969 г. диссертацию «Тектоника чехла северо-запада Туранской плиты по сейсмическим данным в связи с перспективами газонефтеносности» на учёную степень кандидата геолого-минералогических наук.

### Деятельность
С 1957 года — взрывник, техник-оператор, инженер-интерпретатор, старший инженер-интерпретатор, начальник сейсмической партии треста «Казахстаннефтегеофизика». С 1962 года — заместитель начальника Отдела геофизики Министерства геологии и охраны недр Казахской ССР, куратор нефтяной геофизики республики. C 1965 по 1981 г. руководил Актюбинской геофизической экспедицией (АГЭ) Главный геофизик АГЭ Чанышев Р.Х пишет, что в период своей деятельности Тасыбаев Б. С. уделял большое внимание научно-техническому прогрессу. В АГЭ в 1975 г. была организована партия цифровой обработки (вычислительный центр) на основе внедрения ЭВМ БЭСМ-4М и программного обеспечения автоматизированной системы обработки сейсмических материалов АСОМ-ОГТ-2М. Это же время, то есть 70-е годы, главный инженер АГЭ Кан В. П. выделяет как время, когда впервые в Казахстане АГЭ внедрила при сейсморазведочных работах массовое группирование (5-6 м) взрывных скважин шнекового бурения, что способствовало существенному улучшению качества сейсмического материала и освещению всего осадочного чехла впадины вплоть до поверхности фундамента. С 1968 г. руководители предприятий получили право устанавливать специалистам с учёной степенью такие же должностные оклады, какие были предусмотрены постановлением 1957 г. для руководителей и научных работников НИИ второй и третьей категорий. В АГЭ в тот период защитили диссертации Тасыбаев Б. С., Кан В. П., Огай Б. А. Научные публикации, участие в составлении карт нефтегазоносности Казахстана позволяют говорить о личном вкладе Тасыбаева Б. С. в открытие нефтяных месторождений Жанажол, Кенкияк (подсолевой), Бозоба, Тенгиз, Прорва, Каратон, Кулсары (надсолевой), Косжагыл (надсолевой), Шагырлы-Шумышты, Карашыганак.

Фонд структур, выявленных сейсмическими исследованиям, ежегодно пополнялся. По многим площадям были даны рекомендации на заложение глубоких скважин. Результатов этих работ пришлось ждать недолго, очень важное событие произошло в 1974 году. Скважина Г—93, пробурённая по данным геофизиков на площади Кенкияк, дала первый нефтяной фонтан из подсолевых пород. Несколько лет спустя были открыты крупные месторождения нефти и газа из тех же отложений на площадях Жанажол, Урихтау, Кожасай, Алибекмола, Локтыбай и другие. Это был победный итог многолетнего напряжённого труда геологоразведчиков, в том числе и геофизической службы АГЭ— Чанышев Р.Х.Актюбинская геофизическая экспедиция //Сейсморазведочным работам в Казахстане — 60 лет: Сборник статей /Председатель редакционной коллегии Шималин А. В. — Алматы, 2009. — C. 177. — ISBN 978-601-278-081-9
 По настоятельной рекомендации врача поликлиники Совпартактива в Актюбинске перейти на работу, не связанную с выездами в полевые партии, Тасыбаев Б. С. переходит по конкурсу сначала в Совет по изучению производительный сил При Президиуме АН Казахской ССР в Алматы, потом также по конкурсу в Казахский научно-исследовательский институт научно-технической информации при Госплане Казахской ССР, где позже назначается директором этого института В годы перемен в экономике и политике он не остался в стороне и перешёл на работу в органы законодательной и исполнительной власти. Работал начальником отдела в Государственном Комитете по государственному имуществу и разгосударствлению. Провёл в 1992 году аукцион в городе Тараз (бывший Жамбыл). Это был Первый в СНГ аукцион по продаже общественно-государственной собственности, и в Республике Казахстан по Программе разгосударствления и приватизации на 1991—1992. По его воспоминаниям были проданы мастерская по ремонту обуви и продовольственный магазин. В Верховном Совете, Парламенте Республики Казахстан участвовал в разработке законопроектов «О разгосударствлении и приватизации», «О собственности», «Об акционерных обществах», «Об иностранных инвестициях», «О Парламенте и статусе депутатов» и ряде других. На время роспуска Верховного Совета Республики Казахстан (1994—1995 гг.) перешёл в Государственный Комитет по сотрудничеству со странами СНГ (Содружества независимых государств). Был участником переговоров в 1995 году по делимитации дна Каспийского моря. В связи с переездом Парламента из Алматы в Астану, с 1997 г. сотрудничает с Казахской корпорацией Здравоохранения и медицинского страхования «Интертич» и Республиканским семейно-врачебным центром «SOFI».
C 15.08.2001 года Тасыбаев Булат Сердалиевич является по данным депозитария финансовой отчётности заместителем Председателя Правления АО "Казахская корпорация здравоохранения и медицинского страхования «Интертич» одновременно являясь отцом одного из акционеров общества.

### Публикации
- Геологическое строение и газонефтеносность Северного Приаралья и Северного Устюрта: Монография /3. Е. Булекбаев, Р. Г. Гарецкий, И. Б. Дальян, В. И. Муравьёв, В. Г. Николаев, Р. Б. Сапожников, Б. С. Тасыбаев, А. Е. Шлезингер; Отв. ред. А. Л. Яншин.— М.: Наука, 1970.— 163 с, ил., табл. (10,25 п.л.). — В надзаг.: АН СССР, ГИН .— Библиогр.: с. 159—162.
- Тектоническая карта Казахской ССР и прилегающих территорий союзных республик : 1971 /М-во геологии СССР, М-во геологии Каз. ССР, Акад. наук Каз. ССР, Институт геол. наук им. К. И. Сатпаева; ред.: В. Ф. Беспалов [и др.]; сост.: В. Н. Агафонов [и др.]; сост.по материалам геологов: А. А. Абдулина [и др.]. — 1:1 500 000. — Ленинград: Ленингр. картфабрика объединения «Аэрогеология», 1975. — 1 к. (6 л.). — Среди геологов, по материалам которых составлена карта, указан Б. С. Тасыбаев.
- Карта прогноза нефтегазоносности Казахской ССР : 1978 г. / М-во геологии СССР, М-во геологии КазССР, ВНИГНИ [и др.]; гл. ред. С. Е. Чакабаев; сост.: У. А. Акчулаков, К. А. Айтбаев, А. А. Альжанов [и др.]. — 1:1 500 000. — Москва : Гл. упр. геодезии и картографии при Совете Министров СССР, 1978. — 1 к. (2 л.). — Среди авторов указан Б. С. Тасыбаев.
- Структурная карта кровли артинского яруса нижнего отдела пермской системы Восточно-Европейской платформы : 1976 г. / М-во высш. и сред. образования СССР, М-во геологии РСФСР ; гл. ред. В. В. Бронгулеев; отв. сост.: В. В. Бронгулеев [и др.]; авт.: В. Д. Аверкин [и др.]. — 1:2 500 000. — [Москва] : Картогр.-геодез. предприятие ТГУЦР, 1977. — 1 к. (6 л.). — Среди авторов указан Б. С. Тасыбаев.
- Объяснительная записка к карте прогноза нефтегазоносности Казахстана масштаба 1:1 500 000 / М-во геологии СССР, Всесоюз. науч.-исслед. геологоразведоч. нефтян. институт (ВНИГНИ); под ред. С. Е. Чакабаева, Л. Г. Кирюхина. — Москва : ВНИГНИ, 1979. — 102 с., [1] л. к. : ил. — Во введении к объяснительной записке указан авторский коллектив, а также фамилии тех, кто принимал участие в подготовке отдельных разделов объяснительной записки — среди них Б. С. Тасыбаев.
- Геологическое строение и газонефтеносность Северного Приуралья и Северного Устюрта: Отчёт по работам 1964—1968 годов /Булекбаев З. Е., Гарецкий Р. Г., Дальян И. Б., Муравьёв В., Николаев В., Тасыбаев Б. С.,Сапожников, Шлезингер А. Е. — Место хранения: Москва, ВГФ. — Актюбинск, ТГФ. — 1968. — 14,0 п.л.
- Некоторые черты глубинного строения Северо-Западной окраины Туранской плиты / Булекбаев З. Е., Гарецкий Р. Г., Дальян И. Б., Тасыбаев Б. С., Шлезингер А. Е. //К проблеме сочленения Урала и Тянь-Шаня. — Алма-Ата: «Наука КазССР», 1969.- 1,5 п.л.

### Награды
- Медаль СССР «За доблестный труд в Великой Отечественной войне 1941—1945 гг.» (1948 г.)
- Медаль СССР юбилейная «За доблестный труд в ознаменование 100-летия со дня рождения В. И. Ленина» (1970 г.)
- Медаль СССР юбилейная Участнику трудового фронта «Тридцать лет Победы в Великой Отечественной войне 1941—1945 гг.» (1975 г.)
- Медаль СССР юбилейная Участнику трудового фронта «Сорок лет Победы в Великой Отечественной войне 1941—1945 гг.» (1985 г.)
- Медаль СССР «Ветеран труда» (1987 г.)
- Медаль Республики Казахстан юбилейная «50 лет Победы в Великой Отечественной войне 1941—1945 гг.» (1995 г.)
- Медаль Республики Казахстан юбилейная «60 лет Победы в Великой Отечественной войне 1941—1945 гг.» (2004 г.)
- Медаль Республики Казахстан юбилейная «10 лет Парламенту Республики Казахстан» (2006 г.)
- Медаль Республики Казахстан юбилейная «65 лет Победы в Великой Отечественной войне 1941—1945 гг.» (2010 г.)
- Нагрудной знак Министерства геологии СССР «Отличник разведки недр» (1967 г.)
- Памятный знак СНГ «Ветеран войны 1941—1945 гг.» к 55 — ой годовщине Победы в Великой Отечественной войне 1941—1945 гг.
- Медаль «KAZENERGY» «К 110-летию Казахстанской нефти» (2009 г.)